# بوستان ساحلی بلوچ
 بوستان ساحلی بلوچ نام بوستانی در شهر چابهار مرکز استان سیستان و بلوچستان در سواحل مکران است.